# سنجق اللاذقية
سنجق اللاذقية سنجق عثماني كان يقع في أقصى شمال ولاية بيروت. تمتد حدوده بين سنجق حماة ضمن ولاية سوريا شرقاً والبحر المتوسط غرباً، وولاية حلب شمالاً وسنجق طرابلس الشام جنوباً. في عام 1914، كان السنجق يضم مركز اللاذقية ونواحي جبلة وصهيون والمرقب. بلغ عدد سكان السنجق 144447 نسمة عام 1914.

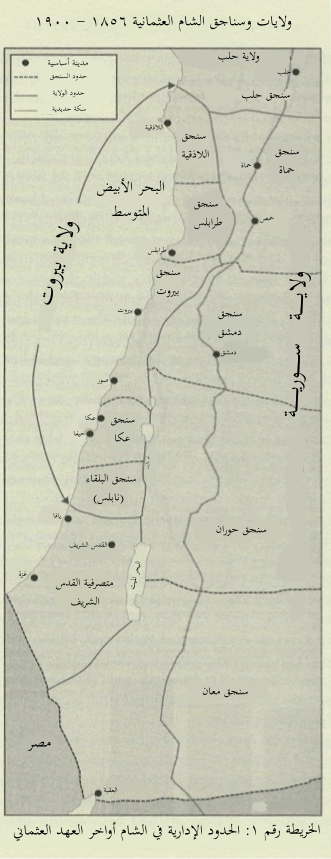
التقسيم الإداري في أواخر الحكم العثماني وضع سنجق عكا ضمن ولاية بيروت

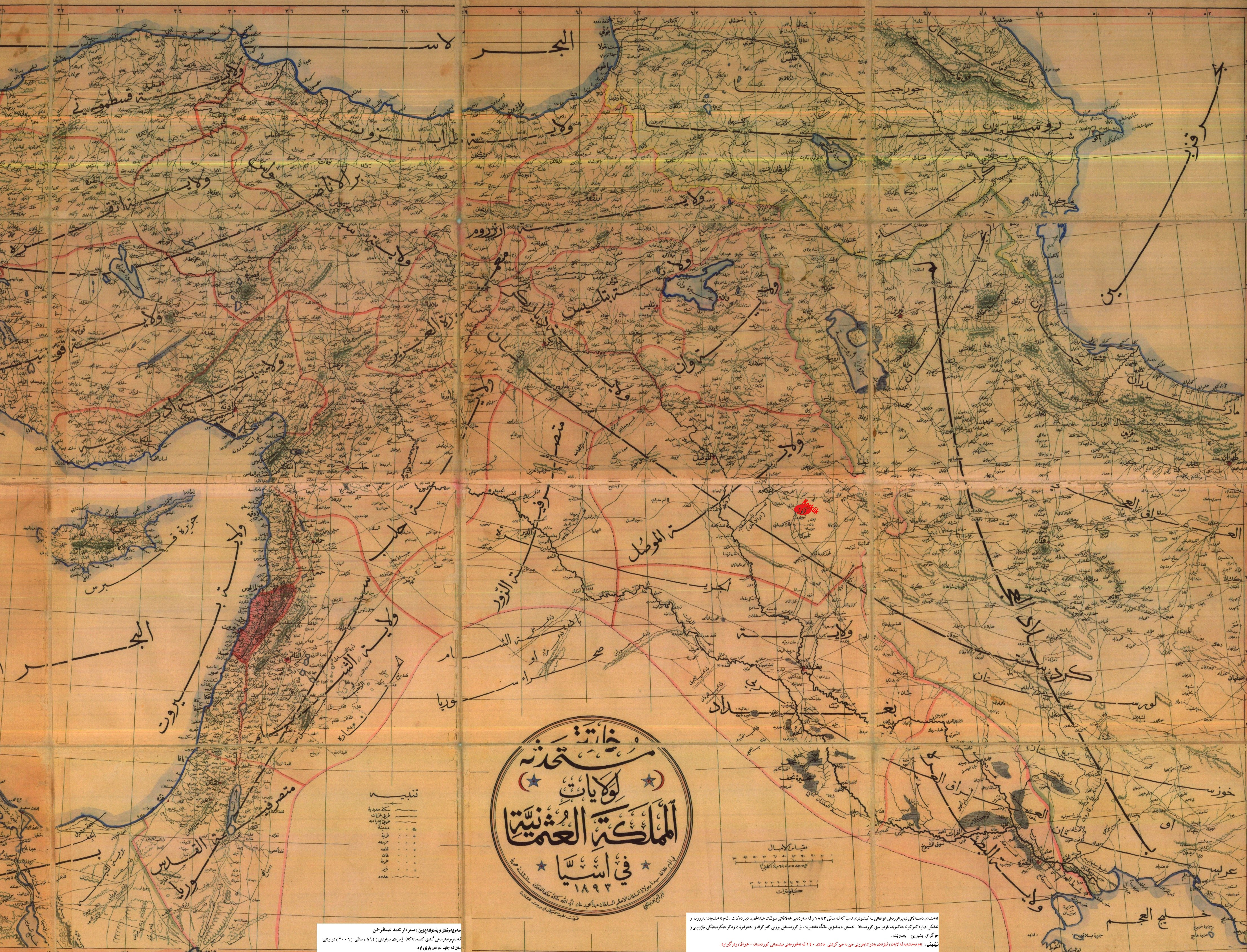
سنجق عكا في خارطة سورية العثمانية